# Andrij Hrynenko
Andrij Hrynenko, född 14 mars 1970 i Charkov (nu Charkiv), Ukrainska SSR, Sovjetunionen, är en ukrainsk politiker och var kandidat i presidentvalet 2014 där han fick 0,45 av rösterna.